# UTC+13
| Ora standard (tot anul) Ora standard (iarna din emisfera nordică) Ora standard (iarna din emisfera sudică) | Regiune maritimă în acest fus orar Ora de vară (vara din emisfera nordică) Ora de vară (vara din emisfera sudică) |

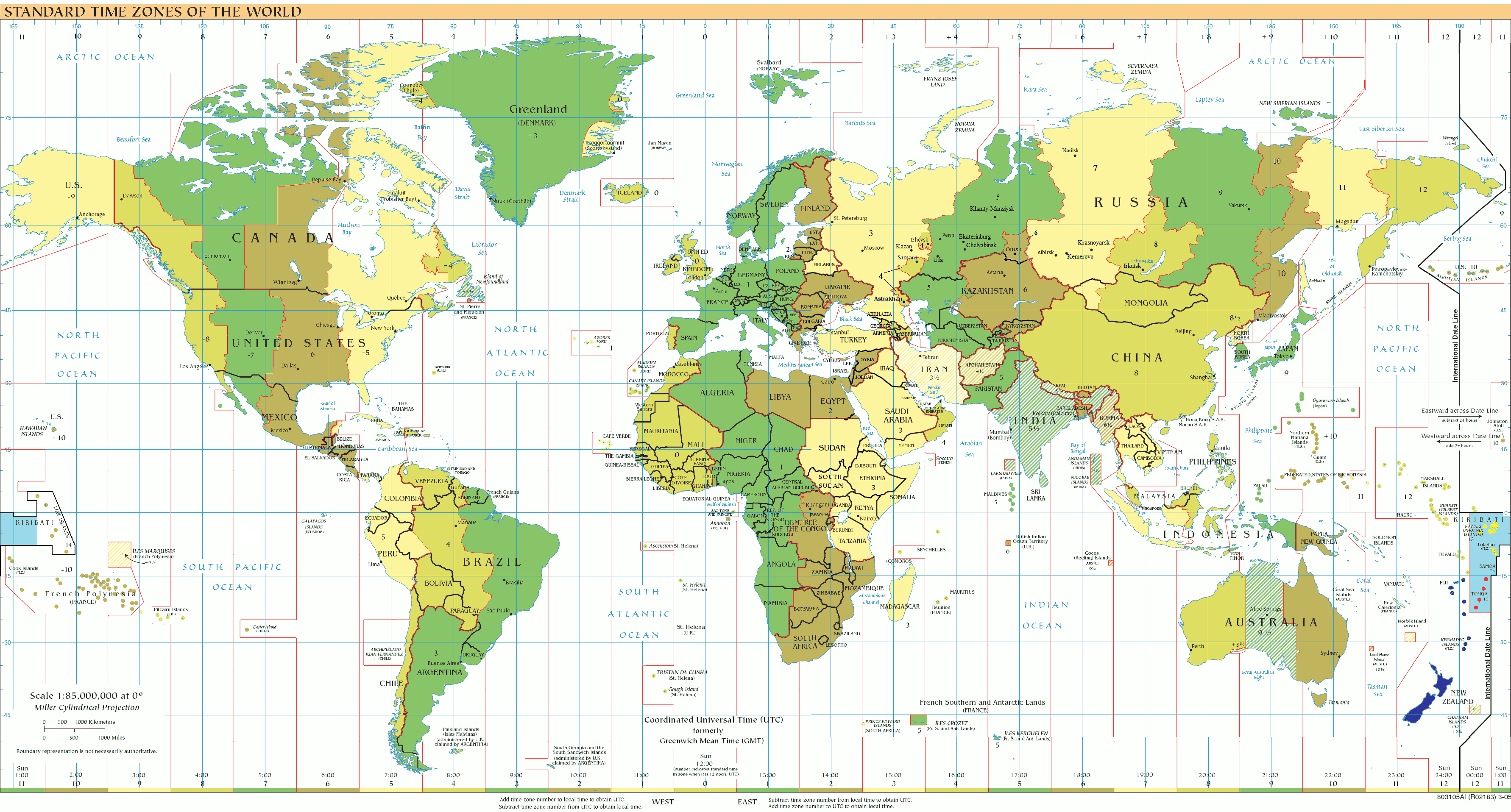
Utilizarea fusului orar UTC+13:

UTC+13 este un fus orar aflat cu 13 ore înainte UTC. UTC+13 este folosit în următoarele țări și teritorii:

## Ora standard (tot anul)
- Kiribati (doar insulele Phoenix)
- Tonga

Kiribati a introdus UTC+13 pe 1 ianuarie 1995. Până atunci se folosea pe insulele Phoenix UTC−11 și pe insulele Line UTC−10 (acum UTC+14), așa că era singura țară unde partea vestică (UTC+12) era cu o zi înainte de partea estică.

## Ora standard (iarna din emisfera sudică)
- Samoa

Samoa a introdus UTC+13 ca ora standard pe 29 decembrie 2011. Până atunci se folosea fusul orar UTC−11. În vara Samoa folosește UTC+14.

## Ora de vară (vara din emisfera sudică)
- Fiji
- Noua Zeelandă (NZDT - New Zealand Daylight Time / fără insulele Chatham)

În iarna Fiji și Noua Zeelandă folosesc fusul orar UTC+12.